# Champlecy
Champlecy est une commune française située dans le département de Saône-et-Loire, en région Bourgogne-Franche-Comté.

## Géographie
Champlecy fait partie du Charolais, pays traditionnel de France, situé autour de la ville de Charolles, dans le département de Saône-et-Loire et la région Bourgogne. C'était à l'origine un comté que le duc Philippe le Hardi racheta et accola au duché de Bourgogne qu'il avait reçu en apanage de son père, le roi de France Jean II. Le Charolais a donné son nom à un territoire LOADDT plus vaste, le Pays Charolais-Brionnais.

### Climat
Pour des articles plus généraux, voir Climat de la Bourgogne-Franche-Comté et Climat de Saône-et-Loire.
En 2010, le climat de la commune est de type climat océanique dégradé des plaines du Centre et du Nord, selon une étude du Centre national de la recherche scientifique s'appuyant sur une série de données couvrant la période 1971-2000. En 2020, Météo-France publie une typologie des climats de la France métropolitaine dans laquelle la commune est exposée à un climat océanique altéré et est dans la région climatique Centre et contreforts nord du Massif Central, caractérisée par un air sec en été et un bon ensoleillement.
Pour la période 1971-2000, la température annuelle moyenne est de 10,6 °C, avec une amplitude thermique annuelle de 16,8 °C. Le cumul annuel moyen de précipitations est de 877 mm, avec 12,5 jours de précipitations en janvier et 7,6 jours en juillet. Pour la période 1991-2020, la température moyenne annuelle observée sur la station météorologique de Météo-France la plus proche, « Beaubery », sur la commune de Beaubery à 14 km à vol d'oiseau, est de 10,9 °C et le cumul annuel moyen de précipitations est de 1 020,3 mm. 
La température maximale relevée sur cette station est de 39,4 °C, atteinte le 31 juillet 2020 ; la température minimale est de −18 °C, atteinte le 12 janvier 1987,,.
Les paramètres climatiques de la commune ont été estimés pour le milieu du siècle (2041-2070) selon différents scénarios d'émission de gaz à effet de serre à partir des nouvelles projections climatiques de référence DRIAS-2020. Ils sont consultables sur un site dédié publié par Météo-France en novembre 2022.

## Urbanisme

### Typologie
Au 1er janvier 2024, Champlecy est catégorisée commune rurale à habitat dispersé, selon la nouvelle grille communale de densité à sept niveaux définie par l'Insee en 2022.
Elle est située hors unité urbaine. Par ailleurs la commune fait partie de l'aire d'attraction de Paray-le-Monial, dont elle est une commune de la couronne,. Cette aire, qui regroupe 19 communes, est catégorisée dans les aires de moins de 50 000 habitants,.

### Occupation des sols
L'occupation des sols de la commune, telle qu'elle ressort de la base de données européenne d’occupation biophysique des sols Corine Land Cover (CLC), est marquée par l'importance des territoires agricoles (77,5 % en 2018), une proportion sensiblement équivalente à celle de 1990 (77,7 %). La répartition détaillée en 2018 est la suivante : prairies (68,1 %), forêts (21 %), zones agricoles hétérogènes (7,6 %), terres arables (1,8 %), zones urbanisées (1,4 %). L'évolution de l’occupation des sols de la commune et de ses infrastructures peut être observée sur les différentes représentations cartographiques du territoire : la carte de Cassini (XVIIIe siècle), la carte d'état-major (1820-1866) et les cartes ou photos aériennes de l'IGN pour la période actuelle (1950 à aujourd'hui).

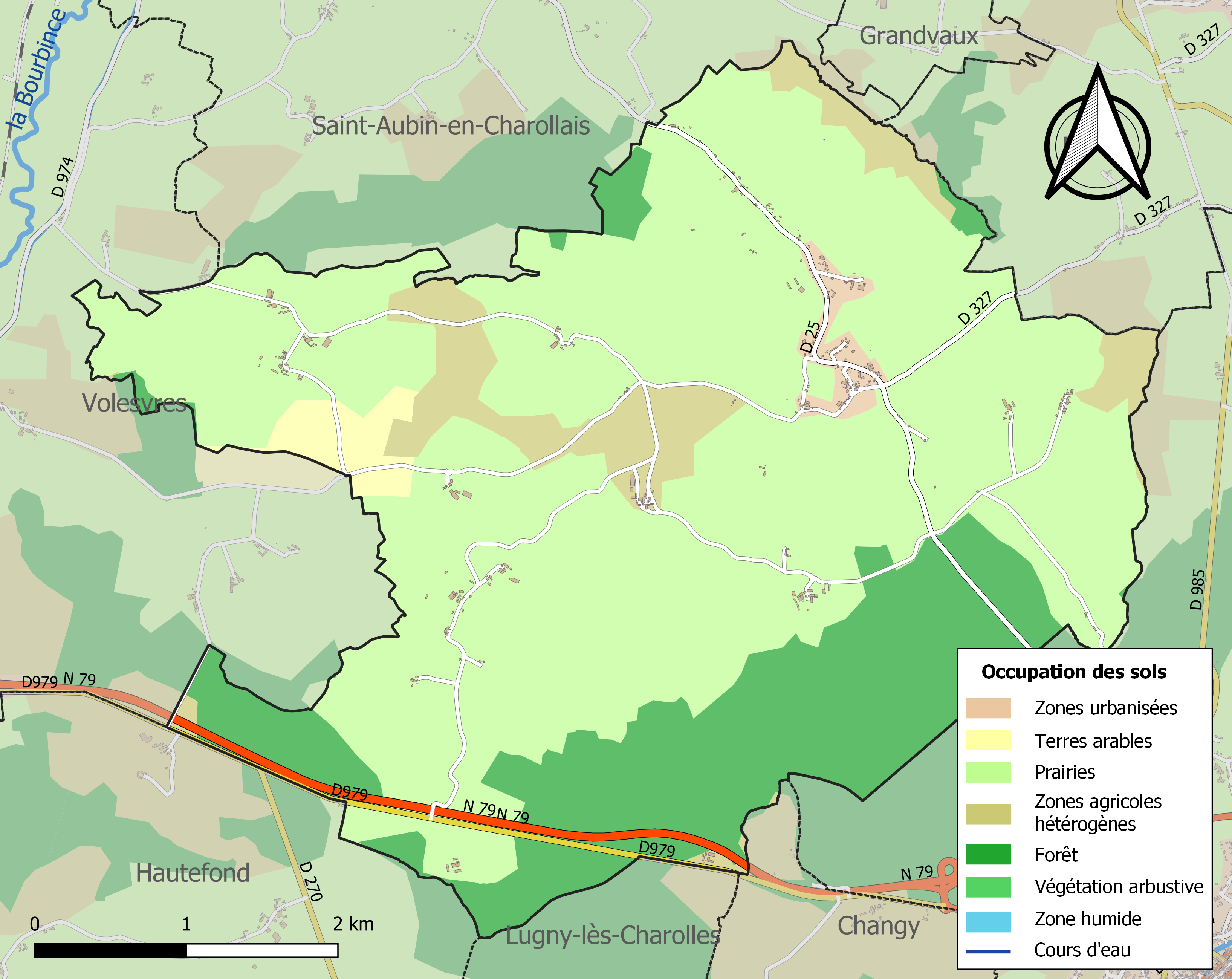
Carte des infrastructures et de l'occupation des sols de la commune en 2018 (CLC).

## Toponymie
Le nom de Champlecy provient certainement d'un toponyme d'époque romaine Campus Luciacum, signifiant le champ (ou domaine agricole) de Lucius. Le "y" final étant caractéristique de l'évolution du suffixe romain possessif "iacum". Au fil des siècles, on a relevé les mentions suivantes : Bernardus Chanlucie (XIe siècle) ; Presbiter de Campo Lucio (XIe siècle) ; Ad Sanctum Lucianum (XIe siècle) ; Barrochia Campiluci (XIe siècle) ; Campus Luciacus (XIe siècle) ; Parrochia de Chenliciaco (1260) ; In parrochiatu de Chanluciaco (1311) ; Domus de Chanleciaco (1342) ; Parrochia de Champluciaco (1362) ; Parrochia de Chanliciaco (1366) ; Parrochia de Chamliciaco (1387/88) ; Champlucy (1397) ; Ecclesia de Chamluceyo (XIVe siècle) ; Champlecy (1476) ; Chanlecy (1648) ; Chamlecy (1716) ; Champlecy ou Channecy (1757) ; Champlecy ou Chanlecy (1760) ; Champlecy (1790) ; Chambecy (an X) ; Champlecy (1848).
Le nom du village et de la famille et seigneurie de Chanlecy se sont mêlés au fil de l'époque moderne. 

## Politique et administration

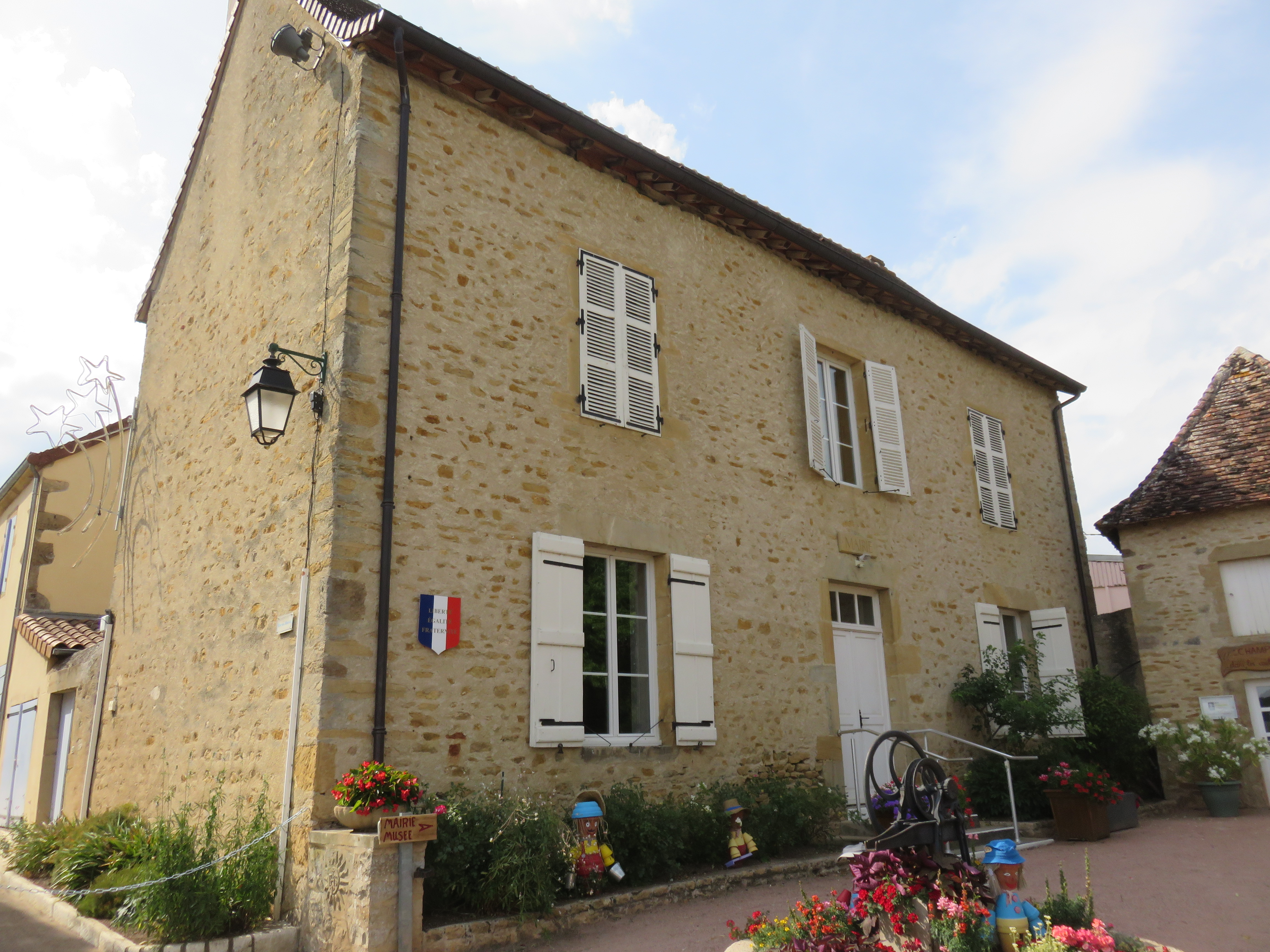
Mairie de Champlecy.

| Période                                  | Période   | Identité                 | Étiquette | Qualité |
| ---------------------------------------- | --------- | ------------------------ | --------- | ------- |
| mars 1989                                | mars 2008 | Marcel Devillard         |           |         |
| mars 2008                                | en cours  | Martine Desplans-Tissier |           |         |
| Les données manquantes sont à compléter. |           |                          |           |         |

## Démographie
L'évolution du nombre d'habitants est connue à travers les recensements de la population effectués dans la commune depuis 1793. Pour les communes de moins de 10 000 habitants, une enquête de recensement portant sur toute la population est réalisée tous les cinq ans, les populations de référence des années intermédiaires étant quant à elles estimées par interpolation ou extrapolation. Pour la commune, le premier recensement exhaustif entrant dans le cadre du nouveau dispositif a été réalisé en 2007.

En 2022, la commune comptait 208 habitants, en évolution de −6,31 % par rapport à 2016 (Saône-et-Loire : −1,06 %, France hors Mayotte : +2,11 %).
| 1793 | 1800 | 1806 | 1821 | 1831 | 1836 | 1841 | 1846 | 1851 |
| ---- | ---- | ---- | ---- | ---- | ---- | ---- | ---- | ---- |
| 525  | 539  | 535  | 533  | 554  | 539  | 531  | 547  | 506  |

| 1856 | 1861 | 1866 | 1872 | 1876 | 1881 | 1886 | 1891 | 1896 |
| ---- | ---- | ---- | ---- | ---- | ---- | ---- | ---- | ---- |
| 476  | 498  | 511  | 519  | 515  | 517  | 495  | 481  | 471  |

| 1901 | 1906 | 1911 | 1921 | 1926 | 1931 | 1936 | 1946 | 1954 |
| ---- | ---- | ---- | ---- | ---- | ---- | ---- | ---- | ---- |
| 425  | 417  | 385  | 313  | 328  | 341  | 319  | 280  | 271  |

| 1962 | 1968 | 1975 | 1982 | 1990 | 1999 | 2006 | 2007 | 2012 |
| ---- | ---- | ---- | ---- | ---- | ---- | ---- | ---- | ---- |
| 230  | 248  | 229  | 226  | 219  | 235  | 234  | 234  | 226  |

| 2017 | 2022 | - | - | - | - | - | - | - |
| ---- | ---- | - | - | - | - | - | - | - |
| 223  | 208  | - | - | - | - | - | - | - |

## Culture locale et patrimoine

### Lieux et monuments
- Le Vieux château.

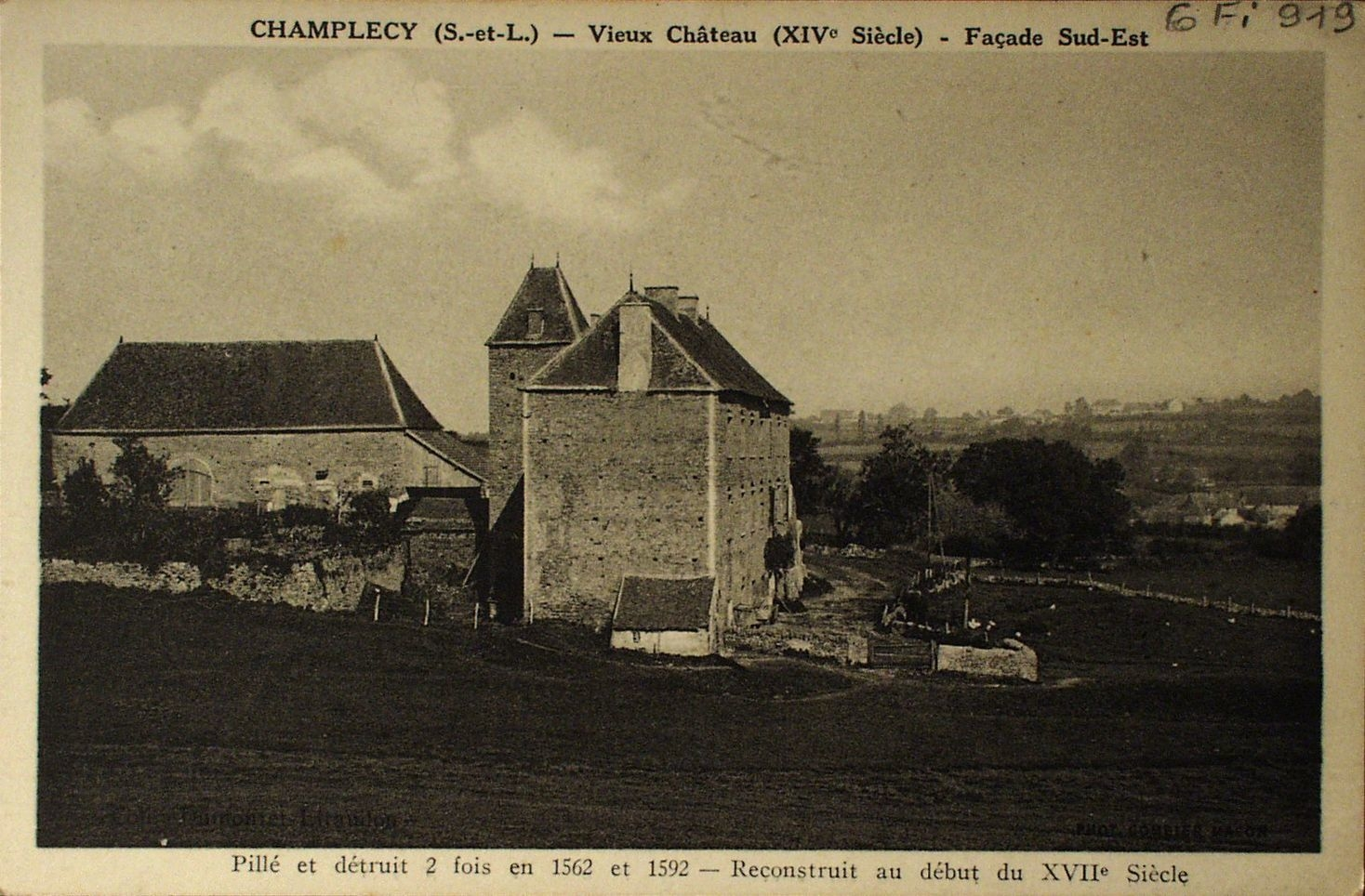
Vieux château de Chanlecy.

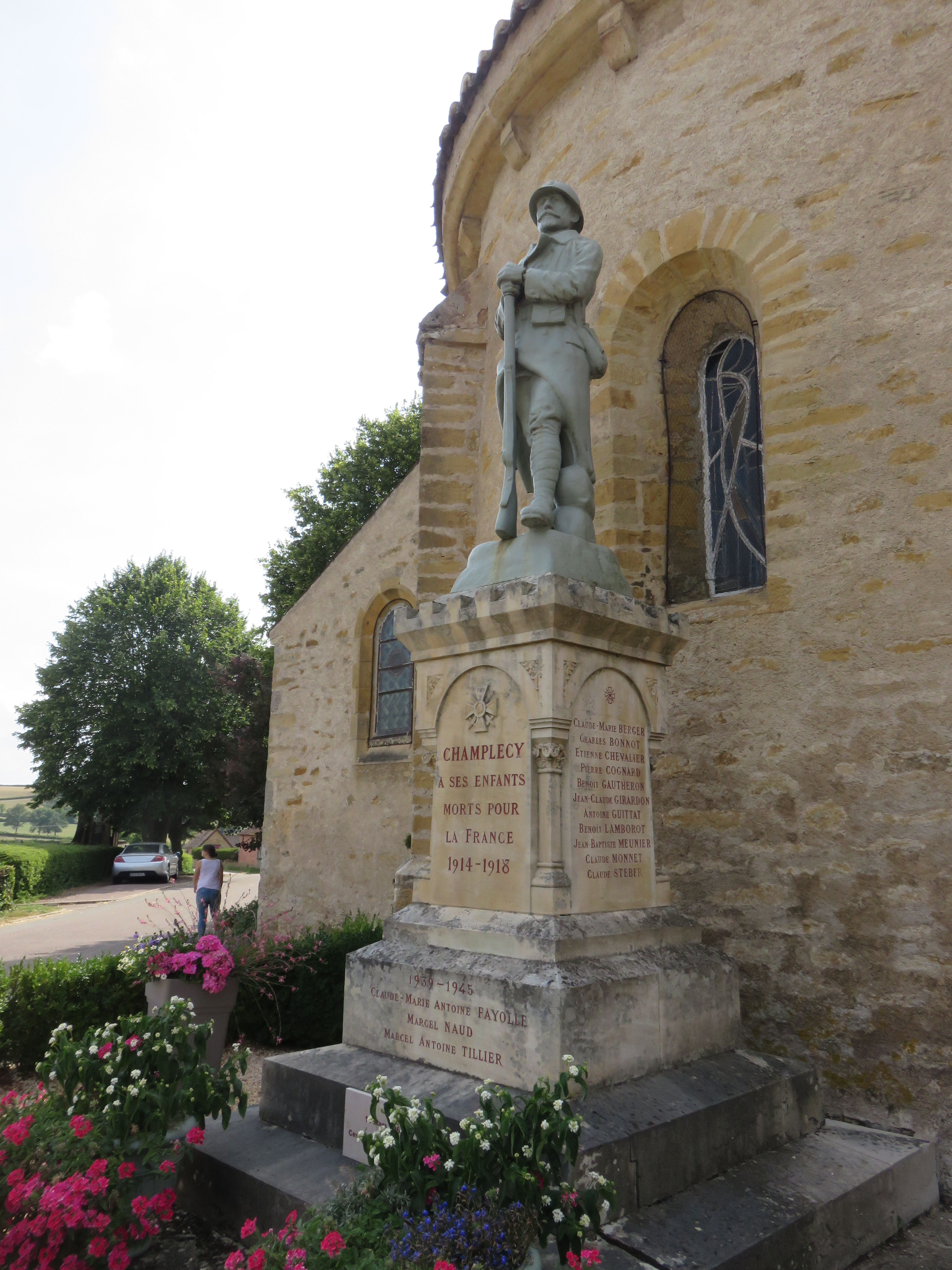
Monument aux morts.

- Plusieurs croix de pierre réparties sur le territoire de la commune : croix de l'École (1872), croix du Cimetière, croix de l'Étang (1922) et croix de la Nicaise[19].

## Personnalités liées à la commune
- Anne Charlotte de Champlecy (ou de Chanlecy), épouse de D'Artagnan. Elle était propriétaire du château homonyme de Chanlecy.
- Jean-Marie Gelin, né le 28 janvier 1740 à Champlecy, mort le 26 décembre 1802 à Charolles, homme politique.

## Pour approfondir